# Percninae
Percninae zijn een onderfamilie van krabben (Brachyura) uit de familie Plagusiidae.

## Geslachten
De Percninae omvatten als enige geslacht:
- Percnon Gistel, 1848